# If Guns Are Outlawed, Can We Use Swords?
If Guns Are Outlawed, Can We Use Swords (traducido como Si las pistolas son ilegales, ¿podemos usar espadas?) es el primer trabajo de la banda de metalcore Attack Attack!. Meses después de su lanzamiento Rise firmó con ellos. para grabar su primer álbum.

## Historia
Desde las pistas 5 a 8 se grabaron el año 2007, en el año 2008, se grabaron las pistas 1 hasta la 4. El EP se lanzó a inicios del 2008 y se pudo descargar gratuitamente por Internet, a la vez, nunca fue lanzado oficialmente. En la grabación completa del EP se requirieron 8 personas. Las pistas 1 hasta la 5 se regrabaron para su álbum debut, Someday Came Suddenly.

## Listado de canciones
1. "The People's Elbow" - 2:42
2. "Dr. Shavargo Pt. 2" - 3:50
3. "Party Foul" - 3:08
4. "What Happens If I Can't Check My MySpace When We Get There?" - 2:53
5. "If Guns Are Outlawed..." - 4:11
6. "On the Porch" - 3:06
7. "Healthy Normal" - 3:57
8. "Poison Sumac Body Wrap" - 3:16

## Créditos
- Austin Carlile - voz gutural
- Ricky Lortz - guitarra rítmica, voz claras, teclados (pistas 5-8)
- Andy Whiting - guitarra líder
- Jonny Franck - guitarra rítmica, voz claras (pistas 1-4)
- John Holgado - bajo (pistas 1-4)
- Nick White - bajo (pistas 5-8)
- Andy Wetzel - batería, percusión
- Caleb Shomo - teclados, sintetizadores, programación, coros (pistas 1-4)